# Tapinoma lugubre
Tapinoma lugubre é uma espécie de formiga do gênero Tapinoma.